# Gedenkzuil Kneppelhout-van Braam
De gedenkzuil Kneppelhout-van Braam is een 19e-eeuws monument in de Nederlandse plaats Oosterbeek.

## Achtergrond
De Leidse schrijver Johannes Kneppelhout (1814-1885) trouwde in 1845 met Ursula Martha van Braam (1825-1919). Zij kochten twee jaar later het landgoed De Hemelsche Berg in Oosterbeek, waar ze 's zomers verbleven. Ze lieten in 1858 het bestaande huis slopen en vervangen door een wit kasteeltje. In 1867 vestigde het paar zich definitief op De Hemelsche Berg. 
Het echtpaar Kneppelhout deed veel voor Oosterbeek; het leverde onder meer financiële bijdragen voor de stichting van een kleuterschool en de uitbreiding van de dorpskerk (1856), ze lieten een concertzaal bouwen (1867-1869) en stelden het landgoed open voor de bewoners. Kneppelhout was bovendien kerkvoogd en gemeenteraadslid. Hij overleed in 1885, waarna een groot deel van de bevolking zijn lichaam uitgeleide deed. Hij werd begraven in een familiegraf op de Algemene Begraafplaats Katwijk.
De weduwe Kneppelhout-van Braam bleef op het landgoed wonen. Haar zeventigste verjaardag in 1895 werd groots gevierd. Er was door de bevolking geld ingezameld om een monument op te richten als "een stoffelijk blijk van erkentelijkheid" voor "wat de familie Kneppelhout steeds voor Oosterbeek is geweest". Dit monument, een gedenkzuil, werd gemaakt in de Arnhemse steenhouwerij van Hendricus Hutjens en geplaatst op het hoogste punt van het landgoed.
De zuil werd in 2015 gerestaureerd.

## Beschrijving
Het gedenkteken bestaat uit een Korinthische zuil met basement en kapiteel, waarboven een vaas is geplaatst. Het geheel staat op een vierkante sokkel. Op de sokkel is een plaquette aangebracht met de inscriptie: 

MEVR. U.M. KNEPPELHOUT
GEB. VAN BRAAM
EN
WIJLEN HAREN ONVERGETELIJKEN
ECHTGENOOT
HET DANKBARE OOSTERBEEK

## Waardering
Het gedenkteken werd in 1970 als rijksmonument opgenomen in het Monumentenregister.